# Robin Berlijn
Robin Berlijn (Den Haag, 3 april 1971) is een Nederlands gitarist.
Berlijn kocht op zijn tiende een akoestische gitaar en leerde zichzelf spelen. In 1988 trad hij als zeventienjarige toe tot de Nederlandse band Fatal Flowers. Nadat deze groep uiteenviel, vertrok hij in 1991 naar Londen waar hij als Robin Berlin met onder andere The Satyrs en Martin Turner van Wishbone Ash samenwerkte.
Na terugkeer in Nederland in 1994 werkte Berlijn samen met onder andere Wally Tax en ex-Fatal Flowers zanger Richard Janssen. In 1995 bracht hij met de band 13, die naast Berlijn bestond uit Fatal Flowers drummer Henk Jonkers en bassist Dick Brouwers, een single uit op Nothing Sucks Like Electrolux, dat later zou overgaan in Excelsior Recordings. Het zou uiteindelijk tot 2010 duren voor deze samenwerking tot een volledig album zou leiden.
In 2000 toerde Berlijn met de theatergroep Gebroeders Flint. In 2001 trad hij toe tot de begeleidingsband van Ellen ten Damme met wie hij op festivals als Lowlands, Pinkpop en De Parade speelde. De samenwerking met Ten Damme resulteerde tevens in een persoonlijke liefdesrelatie. Samen met Ten Damme trad Berlijn onder andere op met het Noord Nederlands Orkest en Michiel Borstlap. Hij deed met haar in 2007 de theatertour Von Kopf bis Fuss en produceerde haar album Impossible girl. Ook werkte Berlijn samen met de Duitse zanger Udo Lindenberg en travestie-act Vera Springveer.
Vanaf 2008 speelde Berlijn met Kane. Hun cd No surrender, door de band voor een belangrijk deel live ingespeeld in de ICP studios in Brussel, bereikte de gouden status. Het nummer Love over healing, de titeltrack van de speelfilm Komt een vrouw bij de dokter, won een Rembrandt Award voor Beste Film Hitsong. In 2010 won hij met Kane 3FM awards voor de beste single (No surrender) en de beste band. Berlijn bleef bij de band tot zij in 2013 met sabbatical ging en zich later dat jaar ophief.
In 2010 bracht Berlijn het debuut uit van zijn band 13 op Excelsior Recordings. In 2013 speelde hij met onder meer Matthijs van Duijvenbode in de band Sky Pilots. In 2015 verving hij oprichtend lid Phil Tilli in de band Moke. Daarnaast sloot hij zich in 2017 aan bij Johan. in 2003/2004 was hij samen on the Devotion Tour met Sam Lapides (Gosthouse)(Folkminers).